# Xanthorhoe periphaea
Xanthorhoe periphaea là một loài bướm đêm trong họ Geometridae.